# Cryptocarya williwilliana
Cryptocarya williwilliana là loài thực vật có hoa trong họ Nguyệt quế. Loài này được B.Hyland & Floyd miêu tả khoa học đầu tiên năm 1989.